# Carola Fernán Gómez
Carola Fernán Gómez (Madrid, 1899 – Madrid, 8 giugno 1967) è stata un'attrice teatrale e attrice spagnola.
Principalmente dedita alla recitazione teatrale, nel corso della sua carriera è stata anche attrice cinematografica e televisiva. Ha recitato in quattro pellicole dirette dal figlio, Fernando Fernán Gómez.

## Biografia
Carola Fernán Gómez nasce a Madrid, nel distretto di Chamberí in Spagna, nel 1899; Il padre era un tipografo. Inizia la sua carriera nel mondo teatrale nel 1922, all'età di 23 anni, esibendosi in molti teatri spagnoli e in diversi paesi dell'America Latina. Nel 1958 inizia la sua carriera cinematografica, prendendo parte al film La vida por delante diretto dal figlio Fernando Fernán Gómez; qui recita nel ruolo di Antonia. L'anno seguente recita in Canto para ti di Sebastián Almeida e sempre nello stesso anno interpreta una piccola parte in Zoras il ribelle, film drammatico curato dalla regia di José Luis Sáenz de Heredia, che racconta la guerra civile in Spagna scoppiata nel 1936. Chiude il 1959 recitando in La vida alrededor diretta dal figlio.
Nel 1960 viene ingaggiata nuovamente dal figlio per una parte in Sólo para hombres, mentre due anni più tardi, interpreta la madre di Julia nel film Vamos a contar mentiras diretto da Antonio Isasi-Isasmendi. Nel 1963 prende parte al film La pandilla de los once di Pedro Lazaga, terminando la sua carriera cinematografica recitando nell'ultimo film commedia diretto dal figlio, El extraño viaje. Tra il 1964 e il 1966, recita in molte serie televisive che sono Fernández, punto y coma, Confidencias, Sábado 64, Tras la puerta cerrada, Primera fila, La pequeña comedia, Novela, Estudio 1 e Habitación 508.
È la madre del regista Fernando Fernán Gómez, avuto con l'attore Fernando Díaz de Mendoza e Guerrero, figlio di María Guerrero e Fernando Díaz de Mendoza.

## Filmografia parziale

### Cinema
- La vida por delante, regia di Fernando Fernán Gómez (1958)
- La vida alrededor, regia di Fernando Fernán Gómez (1959)
- Sólo para hombres, regia di Fernando Fernán Gómez (1960)
- El extraño viaje, regia di Fernando Fernán Gómez (1964)

### Televisione
- Fernández, punto y coma – serie TV, un episodio (1964)
- Confidencias – serie TV, un episodio (1964)
- Sábado 64 – serie TV, un episodio (1964)
- Tras la puerta cerrada – serie TV, 01x15 (1964)
- Primera fila – serie TV, 3 episodi (1964-1965)
- La pequeña comedia – serie TV, un episodio (1966)
- Novela – serie TV, 6 episodi (1964-1966)
- Estudio 1 – serie TV, 02x15 (1966)
- Habitación 508 – serie TV, un episodio (1966)